# Sugar Bowl
El Sugar Bowl o Tazón del Azúcar es un partido de fútbol americano universitario estadounidense que se disputa anualmente entre equipos de la División I de la NCAA en el estadio Caesars Superdome, ubicado en Nueva Orleans, Luisiana (Estados Unidos).
Se disputa desde 1935. Tiene la misma antigüedad que el Orange Bowl y que el Sun Bowl, por lo que empata con estos dos en el segundo puesto de los bowls universitarios con más larga historia, sólo superados por el Rose Bowl.
Tradicionalmente se disputa la primera semana de enero del año siguiente al término de la temporada regular, excepto en 1972, 1973, 1974, 1975 y 1995, cuando se disputó el 31 de diciembre del mismo año que la temporada regular.

## Historia
Siguiendo el camino abierto por el Rose Bowl, que se comenzó a disputar como parte de los actos del Desfile del Torneo de las Rosas, para celebrar la bonanza del clima del sur de los Estados Unidos, la idea de celebrar un partido de fútbol americano similar fue cuajando en Nueva Orleans (Luisiana). En 1927, James M. Thomson, editor del periódico New Orleans Item, y su jefe de deportes, Fred Digby, propusieron la idea, incluyendo ya la denominación de "Sugar Bowl" para el evento. En 1935 se celebró la primera edición
La sede original fue el estadio de la Universidad Tulane. En 1974 se trasladó al Louisiana Superdome. En 2006 tuvo que celebrarse en el Georgia Dome de Atlanta (Georgia), debido a los daños sufridos en el Louisiana Superdome por el Huracán Katrina.
Tradicionalmente enfrentó al campeón de la Southeastern Conference con otro equipo destacado a nivel nacional, pero en 1992 se unió a la Bowl Coalition (1992-1994), por lo que en 1992 y 1993 el campeón de la SEC se entrentó al campeón de la Big East, y en 1994 al de la ACC. Al cambiar el sistema de Bowl Coalition a Bowl Alliance (1995-1997), el Sugar Bowl careció del campeón de la SEC en 1995 y 1997. En 1998 se volvió a cambiar el sistema de bowls, pasando al Bowl Championship Series (1998-2006) y logrando nuevamente desde entonces la participación del campeón de la SEC. Desde 2014 es uno de los seis bowls que acogen de manera rotatoria una semifinal del College Football Playoff.

## Palmarés
| Temporada | Año            | Ganador                | Ganador | Oponente               | Oponente |
| --------- | -------------- | ---------------------- | ------- | ---------------------- | -------- |
| 1934      | 1935           | Tulane                 | 20      | Temple                 | 14       |
| 1935      | 1936           | Cristiana de Texas     | 3       | Estatal de Luisiana    | 2        |
| 1936      | 1937           | Santa Clara            | 21      | Estatal de Luisiana    | 14       |
| 1937      | 1938           | Santa Clara            | 6       | Estatal de Luisiana    | 0        |
| 1938      | 1939           | Cristiana de Texas     | 15      | Carnegie Mellon        | 7        |
| 1939      | 1940           | A&M de Texas           | 14      | Tulane                 | 13       |
| 1940      | 1941           | Boston College         | 19      | Tennessee              | 13       |
| 1941      | 1942           | Fordham                | 2       | Missouri               | 0        |
| 1942      | 1943           | Tennessee              | 14      | Tulsa                  | 7        |
| 1943      | 1944           | Tec. de Georgia        | 20      | Tulsa                  | 18       |
| 1944      | 1945           | Duke                   | 29      | Alabama                | 26       |
| 1945      | 1946           | Estatal de Oklahoma    | 33      | Saint Mary's (CA)      | 13       |
| 1946      | 1947           | Georgia                | 20      | Carolina del Norte     | 10       |
| 1947      | 1948           | Texas                  | 27      | Alabama                | 7        |
| 1948      | 1949           | Oklahoma               | 14      | Carolina del Norte     | 6        |
| 1949      | 1950           | Oklahoma               | 35      | Estatal de Luisiana    | 0        |
| 1950      | 1951           | Kentucky               | 13      | Oklahoma               | 7        |
| 1951      | 1952           | Maryland               | 28      | Tennessee              | 13       |
| 1952      | 1953           | Tec. de Georgia        | 24      | Mississippi            | 7        |
| 1953      | 1954           | Tec. de Georgia        | 42      | Virginia Occidental    | 19       |
| 1954      | 1955           | Academia Naval         | 21      | Mississippi            | 0        |
| 1955      | 1956           | Tec. de Georgia        | 7       | Pittsburgh             | 0        |
| 1956      | 1957           | Baylor                 | 13      | Tennessee              | 7        |
| 1957      | 1958           | Mississippi            | 39      | Texas                  | 7        |
| 1958      | 1959           | Estatal de Luisiana    | 7       | Clemson                | 0        |
| 1959      | 1960           | Mississippi            | 21      | Estatal de Luisiana    | 0        |
| 1960      | 1961           | Mississippi            | 14      | Rice                   | 6        |
| 1961      | 1962           | Alabama                | 10      | Arkansas               | 3        |
| 1962      | 1963           | Mississippi            | 17      | Arkansas               | 3        |
| 1963      | 1964           | Alabama                | 12      | Mississippi            | 7        |
| 1964      | 1965           | Estatal de Luisiana    | 20      | Wyoming                | 13       |
| 1965      | 1966           | Missouri               | 20      | Florida                | 18       |
| 1966      | 1967           | Alabama                | 34      | Nebraska               | 7        |
| 1967      | 1968           | Estatal de Luisiana    | 20      | Wyoming                | 13       |
| 1968      | 1969           | Arkansas               | 16      | Georgia                | 2        |
| 1969      | 1970           | Mississippi            | 27      | Arkansas               | 22       |
| 1970      | 1971           | Tennessee              | 34      | Fuerza Aérea           | 13       |
| 1971      | Enero 1972     | Oklahoma               | 40      | Auburn                 | 22       |
| 1972      | Diciembre 1972 | Oklahoma               | 14      | Estatal de Pensilvania | 0        |
| 1973      | 1973           | Notre Dame             | 24      | Alabama                | 23       |
| 1974      | 1974           | Nebraska               | 13      | Florida                | 10       |
| 1975      | 1975           | Alabama                | 13      | Estatal de Pensilvania | 6        |
| 1976      | 1977           | Pittsburgh             | 27      | Georgia                | 3        |
| 1977      | 1978           | Alabama                | 35      | Estatal de Ohio        | 6        |
| 1978      | 1979           | Alabama                | 14      | Estatal de Pensilvania | 7        |
| 1979      | 1980           | Alabama                | 24      | Arkansas               | 9        |
| 1980      | 1981           | Georgia                | 17      | Notre Dame             | 10       |
| 1981      | 1982           | Pittsburgh             | 24      | Georgia                | 20       |
| 1982      | 1983           | Estatal de Pensilvania | 27      | Georgia                | 23       |
| 1983      | 1984           | Auburn                 | 9       | Michigan               | 7        |
| 1984      | 1985           | Nebraska               | 28      | Estatal de Luisiana    | 10       |
| 1985      | 1986           | Tennessee              | 35      | Miami                  | 7        |
| 1986      | 1987           | Nebraska               | 30      | Estatal de Luisiana    | 15       |
| 1987      | 1988           | Auburn                 | 16      | Syracuse               | 16       |
| 1988      | 1989           | Estatal de Florida     | 13      | Auburn                 | 7        |
| 1989      | 1990           | Miami                  | 33      | Alabama                | 25       |
| 1990      | 1991           | Tennessee              | 23      | Virginia               | 22       |
| 1991      | 1992           | Notre Dame             | 39      | Florida                | 28       |
| 1992      | 1993           | Alabama                | 34      | Miami                  | 13       |
| 1993      | 1994           | Florida                | 41      | Virginia Occidental    | 7        |
| 1994      | Enero 1995     | Estatal de Florida     | 23      | Florida                | 17       |
| 1995      | Diciembre 1995 | Tec. de Virginia       | 28      | Texas                  | 10       |
| 1996      | 1997           | Florida                | 52      | Estatal de Florida     | 20       |
| 1997      | 1998           | Estatal de Florida     | 31      | Estatal de Ohio        | 14       |
| 1998      | 1999           | Estatal de Ohio        | 24      | A&M de Texas           | 14       |
| 1999      | 2000           | Estatal de Florida     | 46      | Tec. de Virginia       | 29       |
| 2000      | 2001           | Miami                  | 37      | Florida                | 20       |
| 2001      | 2002           | Estatal de Luisiana    | 47      | Illinois               | 34       |
| 2002      | 2003           | Georgia                | 26      | Estatal de Florida     | 13       |
| 2003      | 2004           | Estatal de Luisiana    | 21      | Oklahoma               | 14       |
| 2004      | 2005           | Auburn                 | 16      | Tec. de Virginia       | 13       |
| 2005      | 2006           | Virginia Occidental    | 38      | Georgia                | 35       |
| 2006      | 2007           | Estatal de Luisiana    | 41      | Notre Dame             | 14       |
| 2007      | 2008           | Georgia                | 41      | Hawái                  | 10       |
| 2008      | 2009           | Utah                   | 31      | Alabama                | 17       |
| 2009      | 2010           | Florida                | 51      | Cincinnati             | 24       |
| 2010      | 2011           | Estatal de Ohio        | 31      | Arkansas               | 26       |
| 2011      | 2012           | Michigan               | 23      | Tec. de Virginia       | 20       |
| 2012      | 2013           | Louisville             | 33      | Florida                | 23       |
| 2013      | 2014           | Oklahoma               | 45      | Alabama                | 31       |
| 2014      | 2015           | Estatal de Ohio        | 42      | Alabama                | 35       |
| 2015      | 2016           | Mississippi            | 48      | Estatal de Oklahoma    | 20       |
| 2016      | 2017           | Oklahoma               | 35      | Auburn                 | 19       |
| 2017      | 2018           | Alabama                | 24      | Clemson                | 6        |
| 2018      | 2019           | Texas                  | 28      | Georgia                | 21       |
| 2019      | 2020           | Georgia                | 26      | Baylor                 | 14       |
| 2020      | 2021           | Estatal de Ohio        | 49      | Clemson                | 28       |
| 2021      | Enero 2022     | Baylor                 | 21      | Misisipi               | 7        |
| 2022      | Diciembre 2022 | Alabama                | 45      | Estatal de Kansas      | 20       |
| 2023      | 2024           | Washington             | 37      | Texas                  | 31       |
| 2024      | 2025           | Notre Dame             | 23      | Georgia                | 10       |

## Equipos destacados
| Equipo    | Participaciones | Victorias | Conferencia        |
| --------- | --------------- | --------- | ------------------ |
| Alabama   | 17              | 10        | SEC                |
| LSU       | 13              | 6         | SEC                |
| Georgia   | 10              | 5         | SEC                |
| Florida   | 9               | 3         | SEC                |
| Misisipi  | 9               | 6         | SEC                |
| Oklahoma  | 8               | 6         | Big Eight / Big 12 |
| Tennessee | 7               | 4         | SEC                |